# Wahlkreis Como (Camera dei deputati)
Der Wahlkreis Como war von 1993 bis 2005 und ist seit 2017 wieder ein Wahlkreis (italienisch collegio elettorale) für die Wahl der Abgeordnetenkammer.

## Von 1993 bis 2005

### Wahlkreisgebiet
Der Wahlkreis umfasste 27 Gemeinden: Argegno, Blessagno, Blevio, Brienno, Brunate, Campione d’Italia, Carate Urio, Casasco d’Intelvi, Castiglione d’Intelvi, Cerano d’Intelvi, Cernobbio, Claino con Osteno, Como, Dizzasco, Laglio, Laino, Lanzo d’Intelvi, Lipomo, Maslianico, Moltrasio, Pellio Intelvi, Pigra, Ponna, Ramponio Verna, San Fedele Intelvi, Schignano und Tavernerio.

### Wahlergebnisse

#### Parlamentswahl 1994

##### Direktstimmen
| Kandidaten               | Kandidaten                | Parteien                                 | Stimmen | %    |
| ------------------------ | ------------------------- | ---------------------------------------- | ------- | ---- |
|                          | Gabriele Ostinelligewählt | Polo delle Libertà (FI – LN – CCD – UdC) | 51.157  | 53,3 |
|                          | Mauro Guerra              | Progressisti                             | 16.849  | 17,5 |
|                          | Abele Dell’Orto           | Patto per l’Italia                       | 13.540  | 14,1 |
|                          | Alessio Butti             | Alleanza Nazionale                       | 10.635  | 11,1 |
|                          | Leonardo Russo            | Lista Marco Pannella – Riformatori       | 3.878   | 4,0  |
| Gesamt                   | Gesamt                    | Gesamt                                   | 96.059  | 100  |
|                          |                           |                                          |         |      |
| Ungültige Stimmen        | Ungültige Stimmen         | Ungültige Stimmen                        | 4.982   | 4,9  |
| Wähler                   | Wähler                    | Wähler                                   | 101.041 | 90,8 |
| Wahlberechtigte          | Wahlberechtigte           | Wahlberechtigte                          | 111.230 |      |
|                          |                           |                                          |         |      |
| Quelle: Innenministerium |                           |                                          |         |      |

##### Listenstimmen
| Parteien                             | Parteien             | Parteien                           | Stimmen | %    |
| ------------------------------------ | -------------------- | ---------------------------------- | ------- | ---- |
|                                      | Polo delle Libertà   | Lega Nord                          | 24.488  | 25,4 |
| Forza Italia                         | Polo delle Libertà   | 23.479                             | 24,3    |      |
| ↳ Gesamt                             | Polo delle Libertà   | 47.967                             | 49,7    |      |
|                                      | Progressisti         | Partito Democratico della Sinistra | 7.784   | 8,1  |
| Partito della Rifondazione Comunista | Progressisti         | 5.134                              | 5,3     |      |
| Federazione dei Verdi                | Progressisti         | 2.540                              | 2,6     |      |
| La Rete                              | Progressisti         | 1.673                              | 1,7     |      |
| Partito Socialista Italiano          | Progressisti         | 1.196                              | 1,2     |      |
| ↳ Gesamt                             | Progressisti         | 18.327                             | 19,0    |      |
|                                      | Patto per l’Italia   | Partito Popolare Italiano          | 8.551   | 8,9  |
| Patto Segni                          | Patto per l’Italia   | 5.958                              | 6,2     |      |
| ↳ Gesamt                             | Patto per l’Italia   | 14.509                             | 15,0    |      |
|                                      | Alleanza Nazionale   | Alleanza Nazionale                 | 8.327   | 8,6  |
|                                      | Lista Marco Pannella | Lista Marco Pannella               | 4.538   | 4,7  |
|                                      | Lega Alpina Lumbarda | Lega Alpina Lumbarda               | 2.808   | 2,9  |
| Gesamt                               | Gesamt               | Gesamt                             | 96.476  | 100  |
|                                      |                      |                                    |         |      |
| Ungültige Stimmen                    | Ungültige Stimmen    | Ungültige Stimmen                  | 4.565   | 4,5  |
| Wähler                               | Wähler               | Wähler                             | 101.041 | 90,8 |
| Wahlberechtigte                      | Wahlberechtigte      | Wahlberechtigte                    | 111.230 |      |
|                                      |                      |                                    |         |      |
| Quelle: Innenministerium             |                      |                                    |         |      |

#### Parlamentswahl 1996

##### Direktstimmen
| Kandidaten               | Kandidaten           | Parteien            | Stimmen | %    |
| ------------------------ | -------------------- | ------------------- | ------- | ---- |
|                          | Alessio Buttigewählt | Polo per le Libertà | 37.059  | 40,9 |
|                          | Giuseppe Veca        | L’Ulivo             | 27.226  | 30,1 |
|                          | Luca Leoni Orsenigo  | Lega Nord           | 24.053  | 26,6 |
|                          | Mario Nicollini      | Fiamma Tricolore    | 2.246   | 2,5  |
| Gesamt                   | Gesamt               | Gesamt              | 90.584  | 100  |
|                          |                      |                     |         |      |
| Ungültige Stimmen        | Ungültige Stimmen    | Ungültige Stimmen   | 6.229   | 6,4  |
| Wähler                   | Wähler               | Wähler              | 96.813  | 87,4 |
| Wahlberechtigte          | Wahlberechtigte      | Wahlberechtigte     | 110.727 |      |
|                          |                      |                     |         |      |
| Quelle: Innenministerium |                      |                     |         |      |

##### Listenstimmen
| Parteien                                          | Parteien                             | Parteien                             | Stimmen | %    |
| ------------------------------------------------- | ------------------------------------ | ------------------------------------ | ------- | ---- |
|                                                   | Polo per le Libertà                  | Forza Italia                         | 22.478  | 24,5 |
| Alleanza Nazionale                                | Polo per le Libertà                  | 12.132                               | 13,2    |      |
| CCD – CDU                                         | Polo per le Libertà                  | 3.743                                | 4,1     |      |
| ↳ Gesamt                                          | Polo per le Libertà                  | 38.353                               | 41,9    |      |
|                                                   | Lega Nord                            | Lega Nord                            | 22.819  | 24,9 |
|                                                   | L’Ulivo                              | Partito Democratico della Sinistra   | 9.376   | 10,2 |
| Popolari per Prodi (PPI – SVP – PRI – UD – Prodi) | L’Ulivo                              | 5.240                                | 5,7     |      |
| Rinnovamento Italiano                             | L’Ulivo                              | 4.414                                | 4,8     |      |
| Federazione dei Verdi                             | L’Ulivo                              | 2.505                                | 2,7     |      |
| ↳ Gesamt                                          | L’Ulivo                              | 21.535                               | 23,5    |      |
|                                                   | Partito della Rifondazione Comunista | Partito della Rifondazione Comunista | 5.365   | 5,9  |
|                                                   | Lista Pannella – Sgarbi              | Lista Pannella – Sgarbi              | 2.780   | 3,0  |
|                                                   | Fiamma Tricolore                     | Fiamma Tricolore                     | 755     | 0,8  |
| Gesamt                                            | Gesamt                               | Gesamt                               | 91.607  | 100  |
|                                                   |                                      |                                      |         |      |
| Ungültige Stimmen                                 | Ungültige Stimmen                    | Ungültige Stimmen                    | 5.204   | 5,4  |
| Wähler                                            | Wähler                               | Wähler                               | 96.811  | 87,4 |
| Wahlberechtigte                                   | Wahlberechtigte                      | Wahlberechtigte                      | 110.727 |      |
|                                                   |                                      |                                      |         |      |
| Quelle: Innenministerium                          |                                      |                                      |         |      |

#### Parlamentswahl 2001

##### Direktstimmen
| Kandidaten               | Kandidaten           | Parteien           | Stimmen | %    |
| ------------------------ | -------------------- | ------------------ | ------- | ---- |
|                          | Alessio Buttigewählt | Casa delle Libertà | 47.549  | 56,1 |
|                          | Giuseppe Doria       | L’Ulivo            | 30.219  | 35,7 |
|                          | Letizia Romano       | Lista Di Pietro    | 4.323   | 5,1  |
|                          | Pasquale Castelli    | Fiamma Tricolore   | 2.615   | 3,1  |
| Gesamt                   | Gesamt               | Gesamt             | 84.706  | 100  |
|                          |                      |                    |         |      |
| Ungültige Stimmen        | Ungültige Stimmen    | Ungültige Stimmen  | 6.359   | 7,0  |
| Wähler                   | Wähler               | Wähler             | 91.065  | 83,8 |
| Wahlberechtigte          | Wahlberechtigte      | Wahlberechtigte    | 108.686 |      |
|                          |                      |                    |         |      |
| Quelle: Innenministerium |                      |                    |         |      |

##### Listenstimmen
| Parteien                       | Parteien                             | Parteien                               | Stimmen | %    |
| ------------------------------ | ------------------------------------ | -------------------------------------- | ------- | ---- |
|                                | Casa delle Libertà                   | Forza Italia                           | 29.831  | 34,4 |
| Lega Nord                      | Casa delle Libertà                   | 10.744                                 | 12,4    |      |
| Alleanza Nazionale             | Casa delle Libertà                   | 8.560                                  | 9,9     |      |
| CCD – CDU                      | Casa delle Libertà                   | 1.497                                  | 1,7     |      |
| Nuovo PSI                      | Casa delle Libertà                   | 442                                    | 0,5     |      |
| ↳ Gesamt                       | Casa delle Libertà                   | 51.074                                 | 58,9    |      |
|                                | L’Ulivo                              | La Margherita (Dem – PPI – RI – Udeur) | 13.880  | 16,0 |
| Democratici di Sinistra        | L’Ulivo                              | 6.406                                  | 7,4     |      |
| Il Girasole (FdV – SDI)        | L’Ulivo                              | 1.476                                  | 1,7     |      |
| Partito dei Comunisti Italiani | L’Ulivo                              | 1.119                                  | 1,3     |      |
| ↳ Gesamt                       | L’Ulivo                              | 22.881                                 | 26,4    |      |
|                                | Partito della Rifondazione Comunista | Partito della Rifondazione Comunista   | 3.543   | 4,1  |
|                                | Lista Di Pietro                      | Lista Di Pietro                        | 3.088   | 3,6  |
|                                | Lista Emma Bonino                    | Lista Emma Bonino                      | 2.961   | 3,4  |
|                                | Partito Pensionati                   | Partito Pensionati                     | 1.100   | 1,3  |
|                                | Democrazia Europea                   | Democrazia Europea                     | 1.062   | 1,2  |
|                                | Fiamma Tricolore                     | Fiamma Tricolore                       | 835     | 1,0  |
|                                | Basta! – I Liberaldemocratici        | Basta! – I Liberaldemocratici          | 139     | 0,2  |
|                                | Abolizione Scorporo                  | Abolizione Scorporo                    | 41      | 0,0  |
| Gesamt                         | Gesamt                               | Gesamt                                 | 86.724  | 100  |
|                                |                                      |                                        |         |      |
| Ungültige Stimmen              | Ungültige Stimmen                    | Ungültige Stimmen                      | 4.346   | 4,8  |
| Wähler                         | Wähler                               | Wähler                                 | 91.070  | 83,8 |
| Wahlberechtigte                | Wahlberechtigte                      | Wahlberechtigte                        | 108.686 |      |
|                                |                                      |                                        |         |      |
| Quelle: Innenministerium       |                                      |                                        |         |      |

## Von 2017 bis 2020

### Wahlkreisgebiet
Der Wahlkreis umfasste Gemeinden: 

### Wahlergebnisse

#### Parlamentswahl 2018
| Kandidaten               | Kandidaten                        | Stimmen | %    | Listen                                      | Stimmen | %    |
| ------------------------ | --------------------------------- | ------- | ---- | ------------------------------------------- | ------- | ---- |
|                          | Laura Ravettogewählt              | 83.080  | 48,2 | Lega                                        | 49.435  | 28,7 |
| Forza Italia             | Laura Ravettogewählt              | 83.080  | 48,2 | 24.354                                      | 14,1    |      |
| Fratelli d’Italia        | Laura Ravettogewählt              | 83.080  | 48,2 | 7.839                                       | 4,5     |      |
| Noi con l’Italia – UDC   | Laura Ravettogewählt              | 83.080  | 48,2 | 1.452                                       | 0,8     |      |
|                          | Chiara Braga                      | 40.829  | 23,7 | Partito Democratico                         | 33.939  | 19,7 |
| +Europa                  | Chiara Braga                      | 40.829  | 23,7 | 5.573                                       | 3,2     |      |
| Italia Europa Insieme    | Chiara Braga                      | 40.829  | 23,7 | 727                                         | 0,4     |      |
| Civica Popolare          | Chiara Braga                      | 40.829  | 23,7 | 590                                         | 0,3     |      |
|                          | Elisa Nicotra                     | 37.498  | 21,8 | Movimento 5 Stelle                          | 37.498  | 21,8 |
|                          | Marco Malinverno                  | 4.087   | 2,4  | Liberi e Uguali                             | 4.087   | 2,4  |
|                          | Roberta Mastella                  | 1.720   | 1,0  | CasaPound Italia                            | 1.720   | 1,0  |
|                          | Matilde Luzzi                     | 1.222   | 0,7  | Il Popolo della Famiglia                    | 1.222   | 0,7  |
|                          | Giovanna Fierro                   | 1.042   | 0,6  | Potere al Popolo!                           | 1.042   | 0,6  |
|                          | Pietronicola Salvatore Costantino | 1.017   | 0,6  | Italia agli Italiani (FT – FN)              | 1.017   | 0,6  |
|                          | Edoardo Colombo                   | 566     | 0,3  | 10 Volte Meglio                             | 566     | 0,3  |
|                          | Sara Tomasi                       | 489     | 0,3  | Grande Nord                                 | 489     | 0,3  |
|                          | Mario Vasile                      | 321     | 0,2  | Partito Valore Umano                        | 321     | 0,2  |
|                          | Saturnino Giardiello              | 315     | 0,2  | Per una Sinistra Rivoluzionaria (SCR – PCL) | 315     | 0,2  |
|                          | Nunziato Domenico Grosso          | 113     | 0,1  | Partito Repubblicano Italiano – ALA         | 113     | 0,1  |
|                          | Carmelina Casu                    | 92      | 0,1  | Blocco Nazionale per le Libertà             | 92      | 0,1  |
| Gesamt                   | Gesamt                            | 172.391 | 100  |                                             | 172.391 | 100  |
|                          |                                   |         |      |                                             |         |      |
| Ungültige Stimmen        | Ungültige Stimmen                 | 5.693   | 3,2  |                                             |         |      |
| Wähler                   | Wähler                            | 178.084 | 75,4 |                                             |         |      |
| Wahlberechtigte          | Wahlberechtigte                   | 236.049 |      |                                             |         |      |
|                          |                                   |         |      |                                             |         |      |
| Quelle: Innenministerium |                                   |         |      |                                             |         |      |

## Seit 2020

### Wahlkreisgebiet
| Wahlkreise – Camera dei deputati – Lombardei | Wahlkreise – Camera dei deputati – Lombardei | Wahlkreise – Camera dei deputati – Lombardei |
| Provinz                                      | Provinz                                      | Gemeinden nach Provinzen ⮞ Wahlkreis |
| -------------------------------------------- | -------------------------------------------- | --- |
|                                              | Metropolitanstadt Mailand (133 Gemeinden)    | ↳ Lombardei 1: Teil Mailands ⮞ Wahlkreis Mailand – Bande Nere Teil Mailands ⮞ Wahlkreis Mailand – Buenos Aires – Venezia Teil Mailands ⮞ Wahlkreis Mailand – Loreto 40 ⮞ Wahlkreis Rozzano 31 ⮞ Wahlkreis Legnano 33 ⮞ Wahlkreis Cologno Monzese 17 ⮞ Wahlkreis Sesto San Giovanni ↳ Lombardei 4: 11 ⮞ Wahlkreis Lodi |
|                                              | Provinz Bergamo (243 Gemeinden)              | ↳ Lombardei 2: 36 ⮞ Wahlkreis Lecco ↳ Lombardei 3: 117 ⮞ Wahlkreis Bergamo 90 ⮞ Wahlkreis Treviglio |
|                                              | Provinz Brescia (205 Gemeinden)              | ↳ Lombardei 3: 37 ⮞ Wahlkreis Brescia 46 ⮞ Wahlkreis Desenzano del Garda 112 ⮞ Wahlkreis Lumezzane ↳ Lombardei 4: 10 ⮞ Wahlkreis Cremona |
|                                              | Provinz Como (148 Gemeinden)                 | 66 ⮞ Wahlkreis Como 82 ⮞ Wahlkreis Sondrio |
|                                              | Provinz Cremona (113 Gemeinden)              | alle ⮞ Wahlkreis Cremona |
|                                              | Provinz Lecco (84 Gemeinden)                 | alle ⮞ Wahlkreis Lecco |
|                                              | Provinz Lodi (60 Gemeinden)                  | alle ⮞ Wahlkreis Lodi |
|                                              | Provinz Mantua (64 Gemeinden)                | alle ⮞ Wahlkreis Mantua |
|                                              | Provinz Monza und Brianza (55 Gemeinden)     | 30 ⮞ Wahlkreis Monza 25 ⮞ Wahlkreis Seregno |
|                                              | Provinz Pavia (186 Gemeinden)                | 157 ⮞ Wahlkreis Pavia 29 ⮞ Wahlkreis Lodi |
|                                              | Provinz Sondrio (77 Gemeinden)               | alle ⮞ Wahlkreis Sondrio |
|                                              | Provinz Varese (138 Gemeinden)               | 101 ⮞ Wahlkreis Varese 37 ⮞ Wahlkreis Busto Arsizio |

Der Wahlkreis umfasst 66 Gemeinden der Provinz Como.

### Wahlergebnisse

#### Parlamentswahl 2022
| Kandidaten                          | Kandidaten            | Stimmen | %    | Listen                                                  | Stimmen | %    |
| ----------------------------------- | --------------------- | ------- | ---- | ------------------------------------------------------- | ------- | ---- |
|                                     | Nicola Moltenigewählt | 118.826 | 53,6 | Fratelli d’Italia                                       | 65.997  | 29,8 |
| Lega per Salvini Premier            | Nicola Moltenigewählt | 118.826 | 53,6 | 32.623                                                  | 14,7    |      |
| Forza Italia                        | Nicola Moltenigewählt | 118.826 | 53,6 | 18.410                                                  | 8,3     |      |
| Noi Moderati                        | Nicola Moltenigewählt | 118.826 | 53,6 | 1.796                                                   | 0,8     |      |
|                                     | Luca Monti            | 52.576  | 23,7 | Partito Democratico – Italia Democratica e Progressista | 36.091  | 16,3 |
| +Europa                             | Luca Monti            | 52.576  | 23,7 | 8.205                                                   | 3,7     |      |
| Alleanza Verdi e Sinistra           | Luca Monti            | 52.576  | 23,7 | 7.463                                                   | 3,4     |      |
| Impegno Civico – Centro Democratico | Luca Monti            | 52.576  | 23,7 | 817                                                     | 0,4     |      |
|                                     | Anna Veronelli        | 23.780  | 10,7 | Azione – Italia Viva                                    | 23.780  | 10,7 |
|                                     | Giovanni Currò        | 15.293  | 6,9  | Movimento 5 Stelle                                      | 15.293  | 6,9  |
|                                     | Carla Clerici         | 4.393   | 2,0  | Italexit per l’Italia                                   | 4.393   | 2,0  |
|                                     | Michaela Mercurio     | 2.422   | 1,1  | Italia Sovrana e Popolare                               | 2.422   | 1,1  |
|                                     | Mauro Baroni          | 2.047   | 0,9  | Unione Popolare                                         | 2.047   | 0,9  |
|                                     | Paola Sartorelli      | 1.892   | 0,9  | Vita                                                    | 1.892   | 0,9  |
|                                     | Attilio Scarcella     | 269     | 0,1  | Noi di Centro – Europeisti                              | 269     | 0,1  |
| Gesamt                              | Gesamt                | 221.498 | 100  |                                                         | 221.498 | 100  |
|                                     |                       |         |      |                                                         |         |      |
| Ungültige Stimmen                   | Ungültige Stimmen     | 9.839   | 4,3  |                                                         |         |      |
| Wähler                              | Wähler                | 231.337 | 68,2 |                                                         |         |      |
| Wahlberechtigte                     | Wahlberechtigte       | 339.339 |      |                                                         |         |      |
|                                     |                       |         |      |                                                         |         |      |
| Quelle: Innenministerium            |                       |         |      |                                                         |         |      |